# 新西兰第一命案
新西兰第一命案是指中國公民肖真因為在新西兰殺人而在中华人民共和国上海市受審的案件，新西兰第一命案也是首起發生在新西蘭境內但在新西蘭以外審判的命案。

## 案發
2010年1月31日凌晨，中國公民肖真坐上奧克蘭芒特伊甸的一輛出租車，司機是來自孟买的黑瑞·莫黑尼（Hiren Mohini）  。肖真不肯付15.2新西兰元车费，因而与莫黑尼发生争执，随后肖真掏出刀将莫黑尼杀死。
肖真生于1985年，來自中国上海市，2007年５月起在新西兰奧克蘭留学。案發時是奥克兰天空之城的一名厨房工人。 
2月4日，肖真搬到一个朋友家居住，第二天以在中国的爷爷病重为由买了单程机票回中国探望。新西兰警方同時与国际刑警组织联系。

## 审判
2010年6月10日，肖真在上海的家中被逮捕。 由于中国与新西兰不存在引渡条约，因此肖真在中国接受法庭审判。 新西兰警察已请求中方不要对犯人使用死刑 。
2011年8月2日，上海市第二中级人民法院开庭审理此案 ，新西蘭警察提供了肖真的殺人證據，肖真對殺人一事供认不讳。肖真表示，自己在上车后被莫黑尼辱骂，於是他要求莫黑尼停車，並且拒绝支付车费。結果兩人出現爭執，自己於是掏出刀具捅了司机一刀。 8月17日，上海市第二中级人民法院判处肖真15年有期徒刑。 

## 評論
奧克蘭大學副教授比尔·霍奇（Bill Hodge）認為此案標誌著“新西兰的司法管辖权受到羞辱”。 